# Rob Ouëndag

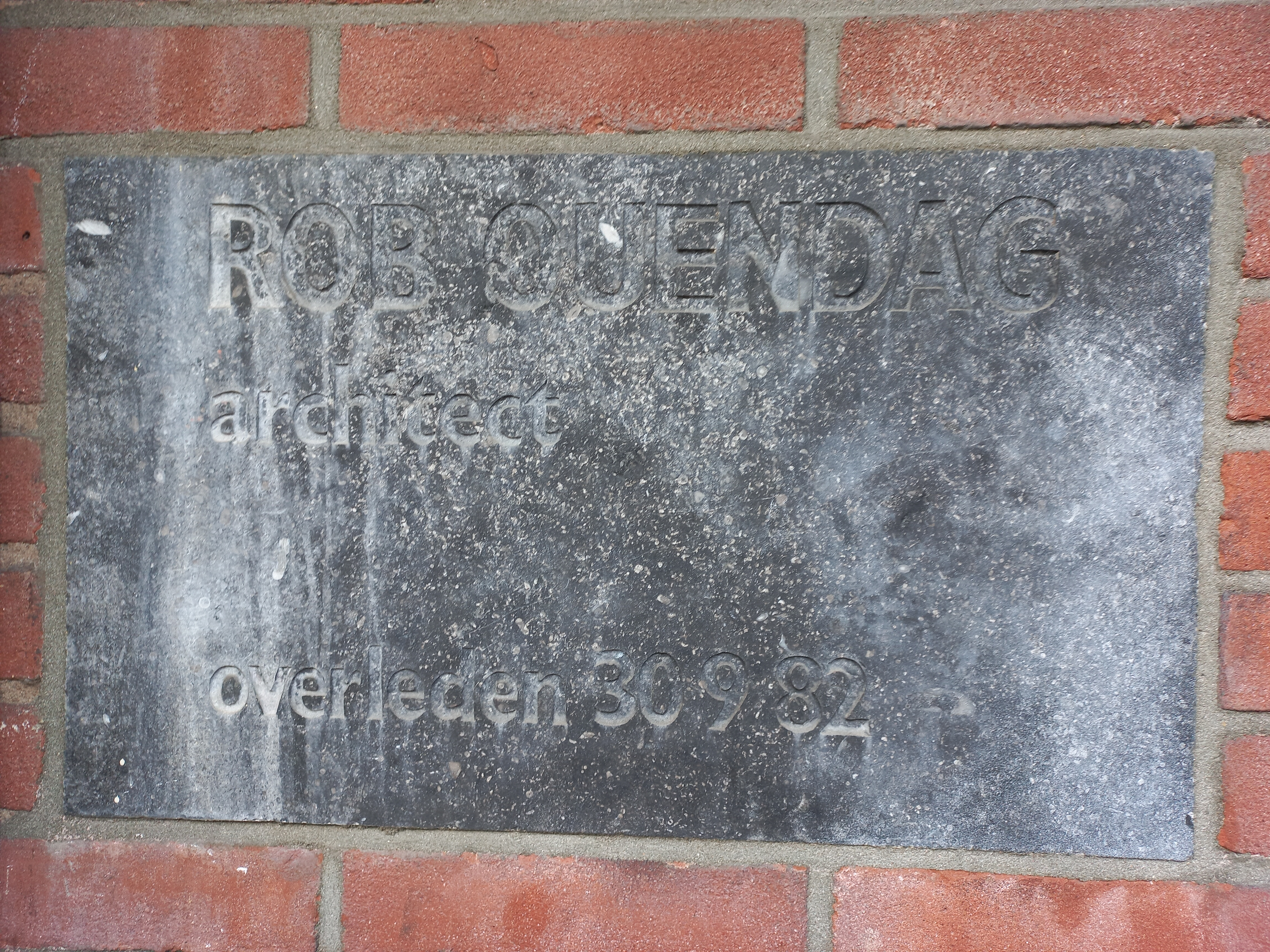
Gevelsteen Eerste Van Swindenstraat (januari 2023)

Robert Johan (Rob) Ouëndag (Amsterdam, 7 september  1934 – Amsterdam, 30 september 1982) was een Nederlands architect.
Hij was zoon van architect BI Willem Bert Ouendag, zoon van architect Bert Johan Ouëndag, en Maria Arnolda Frederika Kluijtenaar (1906-2004). Zelf was hij getrouwd met Marijke van Lis in Amsterdam bekend van Familie Woezel en Woezel. Hij werd begraven op Zorgvlied.
Hij studeerde in 1960 af als bouwkundig ingenieur aan de Technische Hogeschool Delft. Hij woonde destijds in Laren (Noord-Holland). In 1953 had hij al zijn propedeuse voor bouwkundig ingenieur gehaald; hij was vanuit het ouderlijk huis in september 1952 naar Delft vertrokken.
Hij werkte vooral binnen stadsvernieuwingsprojecten, al dan niet onder de noemer Atelier Nieuwstad, een samenwerkingsverband met Dick van Leenen en bij architectenburo De Kat & Peek. In Amsterdam was hij voornamelijk bekend vanwege een project tussen 1979 en 1981 in de Eerste Jan Steenstraat alwaar een woningcomplex van 53 woningen verrees op de fundamenten van de Melkfabriek Holland (Milko). Hij typeerde het zelf als Experimentele woningbouw. Een ander complex is zijn deelname aan de bouw van de faculteit werktuigbouwkunde van de Technische Universiteit Eindhoven.
Lang heeft hij niet van zijn scheppingen kunnen genieten; hij werd slechts 48 jaar.
In de Eerste Van Swindenstraat bevindt zich een gedenksteen met zijn naam; hij had vanaf huisnummer 423 voor het Woningbedrijf Amsterdam aldaar 30 woningen met 5 HAT-eenheden ontworpen, opnieuw binnen stadsvernieuwing. 